# 4651 Wongkwancheng
A 4651 Wongkwancheng (ideiglenes jelöléssel 1957 UK1) a Naprendszer kisbolygóövében található aszteroida. A Bíbor-hegyi Obszervatórium fedezte fel 1957. október 31-én.